# Iphiaulax megalophthalmus
Iphiaulax megalophthalmus är en stekelart som beskrevs av Cameron 1912. Iphiaulax megalophthalmus ingår i släktet Iphiaulax och familjen bracksteklar. Inga underarter finns listade i Catalogue of Life.